# Nicklas Mouritsen
Nicklas Mouritz Mouritsen (Copenaghen, 15 marzo 1995) è un calciatore danese, difensore dell'Odense.

## Carriera
Cresciuto prima nel B93 e poi nel Nordsjælland esordisce in prima squadra il 28 febbraio 2015 contro l'Hobro. Il 18 agosto 2023, firma un contratto con l'Odense fino a giugno 2026.        

## Statistiche

### Presenze e reti nei club
Statistiche aggiornate al 16 maggio 2024.
| Stagione             | Squadra              | Campionato           | Campionato | Campionato | Coppe nazionali | Coppe nazionali | Coppe nazionali | Coppe continentali | Coppe continentali | Coppe continentali | Altre coppe | Altre coppe | Altre coppe | Totale | Totale |
| Stagione             | Squadra              | Comp                 | Pres       | Reti       | Comp            | Pres            | Reti            | Comp               | Pres               | Retin              | Comp        | Pres        | Reti        | Pres   | Reti   |
| -------------------- | -------------------- | -------------------- | ---------- | ---------- | --------------- | --------------- | --------------- | ------------------ | ------------------ | ------------------ | ----------- | ----------- | ----------- | ------ | ------ |
| 2014-2015            | Nordsjælland         | SL                   | 7          | 0          | CD              | 0               | 0               | -                  | -                  | -                  | -           | -           | -           | 7      | 0      |
| 2015-2016            | Nordsjælland         | SL                   | 7          | 0          | CD              | 1               | 0               | -                  | -                  | -                  | -           | -           | -           | 8      | 0      |
| ago. 2016            | Nordsjælland         | SL                   | 3          | 0          | CD              | 0               | 0               | -                  | -                  | -                  | -           | -           | -           | 3      | 0      |
| Totale Nordsjaelland | Totale Nordsjaelland | Totale Nordsjaelland | 17         | 0          |                 | 1               | 0               |                    | -                  | -                  |             | -           | -           | 18     | 0      |
| 2016-2017            | Roskilde             | 1D                   | 20         | 0          | CD              | 2               | 0               | -                  | -                  | -                  | -           | -           | -           | 22     | 0      |
| 2017-2018            | Roskilde             | 1D                   | 16         | 0          | CD              | 1               | 0               | -                  | -                  | -                  | -           | -           | -           | 17     | 0      |
| 2018-2019            | Lyngby               | 1D                   | 28+2       | 0          | CD              | 1               | 0               | -                  | -                  | -                  | -           | -           | -           | 31     | 0      |
| 2019-2020            | Roskilde             | 1D                   | 25         | 1          | CD              | 1               | 0               | -                  | -                  | -                  | -           | -           | -           | 26     | 1      |
| Totale Roskilde      | Totale Roskilde      | Totale Roskilde      | 61         | 1          |                 | 4               | 0               |                    | -                  | -                  |             | -           | -           | 65     | 1      |
| 2020-gen. 2021       | Skive                | 1D                   | 9          | 0          | CD              | 1               | 0               | -                  | -                  | -                  | -           | -           | -           | 10     | 0      |
| gen.-giu. 2021       | Helsingør            | 1D                   | 6+10       | 0+1        | CD              | 0               | 0               | -                  | -                  | -                  | -           | -           | -           | 16     | 1      |
| 2021-2022            | Helsingør            | 1D                   | 22+10      | 2          | CD              | 3               | 0               | -                  | -                  | -                  | -           | -           | -           | 35     | 2      |
| 2022-2023            | Helsingør            | 1D                   | 22+10      | 2+1        | CD              | 3               | 1               | -                  | -                  | -                  | -           | -           | -           | 35     | 4      |
| ago. 2023            | Helsingør            | 1D                   | 4          | 1          | CD              | 0               | 0               | -                  | -                  | -                  | -           | -           | -           | 4      | 1      |
| Totale Horsens       | Totale Horsens       | Totale Horsens       | 54+30      | 5+2        |                 | 6               | 1               |                    | -                  | -                  |             | -           | -           | 90     | 8      |
| 2023-2024            | Odense               | SL                   | 13+9       | 0          | CD              | 2               | 1               | -                  | -                  | -                  | -           | -           | -           | 24     | 1      |
| Totale carriera      | Totale carriera      | Totale carriera      | 182+41     | 6+2        |                 | 15              | 2               |                    | -                  | -                  |             | -           | -           | 238    | 10     |